# Sobiecin
Sobiecin [pronunciación en polaco: /sɔˈbʲɛt͡ɕin/] (en ucraniano: Соб'ятин: Sobyatyn) es un pueblo ubicado en el distrito administrativo de Gmina Jarosław, dentro del Condado de Jarosław, Voivodato de Subcarpacia, en el sur de Polonia oriental. Se encuentra aproximadamente a 6 kilómetros al este de Jarosław y a 54 kilómetros al este de la capital regional Rzeszów.